# Tavrey Airlines
Tavrey Airlines (en russe :  Авиакомпания « Таврия », c'est-à-dire Tavriya) (code AITA T6 ; code OACI TVR) était une compagnie aérienne ukrainienne, basée à Odessa depuis 1994 qui a cessé ses activités en 2008.
Elle reliait Odessa à Donetsk et effectue un vol international chaque jour vers Istanbul ou Damas et Dubaï.